# PPD-40
A Pistolet-Pulemet Degtyarova (PPD) (em Russo: Пистолет-пулемёт Дегтярёва (Tradução: Pistola-metralhadora Degtyaryov)) é uma pistola-metralhadora (Pistolet-pulemet) criada em 1934 por Vasily Degtyaryov. É quase uma cópia directa da Alemã Bergmann MP28, e utiliza um grande tambor copiado da submetralhadora Filandesa Suomi M-31.

## História
Desenvolvida na União Soviética pelo projetista de armas Vasily Degtyaryov, a PPD foi projetada para comportar o novo cartucho soviético 7,62×25mm Tokarev, baseado no cartucho 7,63×25mm Mauser usado na pistola Mauser C96. Os modelos posteriores da PPD utilizavam um carregador tipo tambor grande para alimentação de munição.
A PPD entrou oficialmente em serviço militar no Exército Vermelho em 1935 como PPD-34, embora não tenha sido produzida em grandes quantidades. Os problemas de produção só foram resolvidos em 1937; em 1934, apenas 44 unidades foram produzidas, em 1935, apenas 23; a produção aumentou em 1937, com 1.291 unidades produzidas, seguidas por 1.115 unidades produzidas em 1938 e 1.700 unidades produzidas em 1939. Foi utilizada pelas forças internas do NKVD, bem como pela guarda de fronteira. A PPD foi totalmente desativada em 1939 e as encomendas de fábrica canceladas seguindo uma diretiva do Comissariado do Povo da Indústria de Defesa; a decisão foi rapidamente revertida, porém, após a intervenção pessoal de Degtyaryov com Stalin, com quem mantinha um bom relacionamento pessoal. Durante a Guerra de Inverno de 1939 com a Finlândia, uma aguda escassez de armas automáticas individuais levou até mesmo à reintrodução em serviço dos Fedorov Avtomat estocados.
Em 1938 e 1940, modificações foram designadas PPD-34/38 e PPD-40, respectivamente, e introduziram pequenas alterações, principalmente visando facilitar a fabricação. A produção em massa começou em 1940, ano em que 81.118 PPD foram produzidas. No entanto, a PPD-40 era muito cara em mão de obra e recursos para ser produzida em massa economicamente, com a maioria de seus componentes metálicos sendo produzidos por fresagem. Embora tenha sido usada em ação na Segunda Guerra Mundial, foi oficialmente substituída pelo superior e mais barata PPSh-41 no final de 1941. A grande inovação de Shpagin na fabricação de armas automáticas soviéticas foi a introdução em larga escala de peças metálicas estampadas, particularmente receptores; a PPSh também tinha um compensador de subida da boca do cano, que melhorou significativamente a precisão em relação à PPD. Em 1941, apenas 5.868 PPD foram fabricadas, em comparação com 98.644 PPSh e, no ano seguinte, quase 1,5 milhão de PPSh foram produzidas.
As submetralhadoras PPD capturadas pelas forças finlandesas durante a Guerra de Inverno e a Guerra da Continuação foram entregues às tropas da Guarda Costeira e da Guarda Nacional e mantidas em reserva até aproximadamente 1960. As submetralhadoras PPD-34/38 e PPD-40 capturadas pela Wehrmacht receberam as designações MP.715(r) e MP.716(r), respectivamente.
Várias submetralhadoras semelhantes às PPD também foram fabricadas de forma semiartesanal por armeiros entre as centenas de milhares de partisans soviéticos. Essas armas, mesmo quando fabricadas até 1944, utilizavam fresagem, pois a estampagem de metal exigia grandes instalações industriais que não estavam disponíveis para os partisans. Não há números exatos sobre quantas foram fabricadas, mas havia pelo menos seis armeiros partisans, cada um produzindo sua própria série de modelos. Sabe-se que um deles produziu 28 dessas submetralhadoras em aproximadamente dois anos.

## Operadores
- Albânia[12]
- República da China: Recebeu 3.000 durante a Segunda Guerra Sino-Japonesa.
- Finlândia[13][14]
- Alemanha Nazista: As PPD-34/38 capturadas foram designadas como Maschinenpistole 716(r). As PPD-40 capturadas foram designadas como Maschinenpistole 715(r).
- Polónia
- Forças Libanesas
- Coreia do Norte
- Hukbalahap
- Eslováquia: Usada pelas forças eslovacas na Frente Oriental.[15]
- União Soviética
- República Espanhola: Uso da PPD-34/38 pelo Exército Republicano Espanhol durante a Guerra Civil Espanhola.[16][17]
- Iugoslávia: 5.000 foram entregues pela União Soviética entre 1944 e 1945.[18]